# Liste der Kulturgüter in Meikirch
Die Liste der Kulturgüter in Meikirch enthält alle Objekte in der Gemeinde Meikirch im Kanton Bern, die gemäss der Haager Konvention zum Schutz von Kulturgut bei bewaffneten Konflikten, dem Bundesgesetz vom 20. Juni 2014 über den Schutz der Kulturgüter bei bewaffneten Konflikten sowie der Verordnung vom 29. Oktober 2014 über den Schutz der Kulturgüter bei bewaffneten Konflikten unter Schutz stehen.
Objekte der Kategorie A sind im Gemeindegebiet nicht ausgewiesen, Objekte der Kategorie B sind vollständig in der Liste enthalten, Objekte der Kategorie C fehlen zurzeit (Stand: 20. März 2024). Unter übrige Baudenkmäler sind geschützte Objekte zu finden, die im Bauinventar des Kantons Bern als «schützenswert» verzeichnet sind.

## Kulturgüter
| Foto |                                                                            | Objekt                                          | Kat. | Typ | Standort                                     | Beschreibung |
| ---- | -------------------------------------------------------------------------- | ----------------------------------------------- | ---- | --- | -------------------------------------------- | --- |
| ja   | Datei hochladen · Wikidata zu Landsitz (Q29673286)                         | Landsitz KGS-Nr.: 01056                         | B    | G   | Grächwil, Schüpbergstrasse 5 595260 / 207370 | Das um 1790 erbaute Herrenhaus dominiert den Weiler Grächwil an der Hangkante. Zweigeschossiger, verputzter Mauerbau unter mächtigem Mansarddach mit Ecklisenen aus Sandstein. Die Längsfassaden besitzen vier, die Schmalfassaden drei Achsen, sind aber ansonsten völlig identisch. Zum Anwesen gehört ein grosser Garten. |
| ja   | Datei hochladen · Wikidata zu Reformierte Kirche und Pfarrhaus (Q23794832) | Reformierte Kirche und Pfarrhaus KGS-Nr.: 01058 | B    | G   | Wahlendorfstrasse 4, 2 594220 / 206475       | Das ursprünglich aus dem 11./12. Jahrhundert stammende Kirchengebäude, erbaut auf den Fundamenten eines römischen Gutshofes, erhielt seine heutige Gestalt bei Umbauten in der zweiten Hälfte des 16. Jahrhunderts und in den Jahren 1727 bis 1729. Auffallendstes Merkmal ist das Nebeneinander verschiedener Stilelemente. Daneben steht das 1605 erbaute Pfarrhaus, ein dreigeschossiger verputzter Mauerbau unter geknicktem Walmdach. |

## Übrige Baudenkmäler
Hinweis: Anstelle der KGS-Nummer wird als Objekt-Identifikator (ID) die Grundstücksnummer verwendet.
| ID      | Foto |                 | Objekt                    | Typ | Standort                                        | Beschreibung |
| ------- | ---- | --------------- | ------------------------- | --- | ----------------------------------------------- | ------------ |
| 240     | BW   | Datei hochladen | Bauernhaus (um 1900)      | G   | Wahlendorf, Innerdorf 8 592422 / 206373         |              |
| 389     | BW   | Datei hochladen | Brunnen                   | K   | Dorfplatz N.N. 594234 / 206420                  |              |
| 498     | BW   | Datei hochladen | Bauernhaus (1737)         | G   | Leehubelweg 1 594221 / 206212                   |              |
| 561     | BW   | Datei hochladen | Bauernhaus (1819)         | G   | Moosgasse 4 594210 / 206316                     |              |
| 562     | BW   | Datei hochladen | Stock (1840)              | G   | Moosgasse 6 594229 / 206266                     |              |
| 562     | BW   | Datei hochladen | Bauernhaus (1825)         | G   | Moosgasse 8 594221 / 206255                     |              |
| 696     | BW   | Datei hochladen | Altes Schulhaus (1840/41) | G   | Fahrnereweg 2 594190 / 206356                   |              |
| 700 ff. | BW   | Datei hochladen | Bauernhaus (1836)         | G   | Wahlendorfstrasse 6, 8 594186 / 206466          |              |
| 702     | BW   | Datei hochladen | Ofenhaus                  | G   | Wahlendorfstrasse 2a 594225 / 206463            |              |
| 705     | BW   | Datei hochladen | Bauernhaus (1871)         | G   | Dorfplatz 2 594303 / 206514                     |              |
| 705     | BW   | Datei hochladen | Speicher (1739)           | G   | Dorfplatz 2a 594309 / 206486                    |              |
| 710     | BW   | Datei hochladen | Bauernhaus (1845)         | G   | Grächwilstrasse 2, 4 594357 / 206506            |              |
| 710     | BW   | Datei hochladen | Taubenhaus (um 1960)      | G   | Grächwilstrasse 2a 594386 / 206507              |              |
| 710     | BW   | Datei hochladen | Speicher (1769)           | G   | Grächwilstrasse 2c 594399 / 206533              |              |
| 710     | BW   | Datei hochladen | Stock (1835)              | G   | Grächwilstrasse 6 594416 / 206539               |              |
| 714     | BW   | Datei hochladen | Stock (um 1750)           | G   | Moosgasse 5 594239 / 206300                     |              |
| 715     | BW   | Datei hochladen | Stock (1636/1775)         | G   | Moosgasse 1 594231 / 206397                     |              |
| 715     | BW   | Datei hochladen | Bauernhaus (um 1775)      | G   | Moosgasse 3 594227 / 206366                     |              |
| 723     | BW   | Datei hochladen | Wohnstock (1922)          | G   | Bernstrasse 14 594424 / 206435                  |              |
| 770     | BW   | Datei hochladen | Bauernhaus (1822)         | G   | Bernstrasse 19 594636 / 206509                  |              |
| 820     | BW   | Datei hochladen | Speicher (1752)           | G   | Grächwilstrasse 33 595186 / 207228              |              |
| 825     | BW   | Datei hochladen | Bauernhaus (1845)         | G   | Grächwil, Schüpbergstrasse 13 595348 / 207430   |              |
| 866     | BW   | Datei hochladen | Bauernhaus (um 1800)      | G   | Aetzikofen 5 596191 / 206183                    |              |
| 869     | BW   | Datei hochladen | Bauernhaus (1829)         | G   | Aetzikofen 13 596331 / 206059                   |              |
| 869     | BW   | Datei hochladen | Ofenhaus (1828)           | G   | Aetzikofen 13b 596365 / 206031                  |              |
| 943     | BW   | Datei hochladen | Stock (1816)              | G   | Aetzikofen 6 596369 / 205921                    |              |
| 943     | BW   | Datei hochladen | Bauernhaus (1799)         | G   | Aetzikofen 8 596412 / 205935                    |              |
| 972     | BW   | Datei hochladen | Bauernhaus (1784)         | G   | Ortschwaben, Meikirchstrasse 57 596582 / 205057 |              |
| 975     | BW   | Datei hochladen | Kleinbauernhaus (1835)    | G   | Oeliweg 15 596088 / 205107                      |              |
| 979     | BW   | Datei hochladen | Bauernhaus (1753)         | G   | Ortschwaben, Meikirchstrasse 42 596710 / 205032 |              |
| 1010    | BW   | Datei hochladen | Bauernhaus (1828)         | G   | Ortschwaben, Meikirchstrasse 25 596903 / 204537 |              |
| 1012    | BW   | Datei hochladen | Steinhaus (1904)          | G   | Ortschwaben, Meikirchstrasse 17 597099 / 204358 |              |
| 1219    | BW   | Datei hochladen | Kleinbauernhaus (1797)    | G   | Ausserdorfstrasse 10 592364 / 205932            |              |
| 1271    | BW   | Datei hochladen | Gasthof Hirschen (1915)   | G   | Ortschwaben, Meikirchstrasse 11 597241 / 204386 |              |
| 1739    | BW   | Datei hochladen | Speicher (1750)           | G   | Brünnmatt 2a 594281 / 206403                    |              |
| 1874    | BW   | Datei hochladen | Wohnstock (um 1830)       | G   | Grächwil, Schüpbergstrasse 15 595309 / 207449   |              |
| 1942    | BW   | Datei hochladen | Brunnen                   | K   | Wahlendorf, Innerdorf N.N. 592379 / 206381      |              |